# Mariano Boneo Viaña
Mariano Boneo Viaña (Buenos Aires, Argentina, 24 de febrero de 1804-Buenos Aires, Argentina, 9 de noviembre de 1873) fue un diplomático y funcionario argentino, que se desempeñó como Cónsul del Paraguay en la República Argentina.

## Biografía

### Familia y primeros años
Mariano Boneo Viaña nació el 24 de febrero de 1804 en la ciudad de Buenos Aires. Fue bautizado en la Iglesia de Nuestra Señora de Montserrat el día siguiente, 25 de febrero de 1804, como niño de dos días, con el nombre de Mariano de Boneo y Viaña. Administró el sacramento el sacerdote Apolinar Antonio Cano, y fueron sus padrinos Isidro Galbes y Andrea Balbastro.

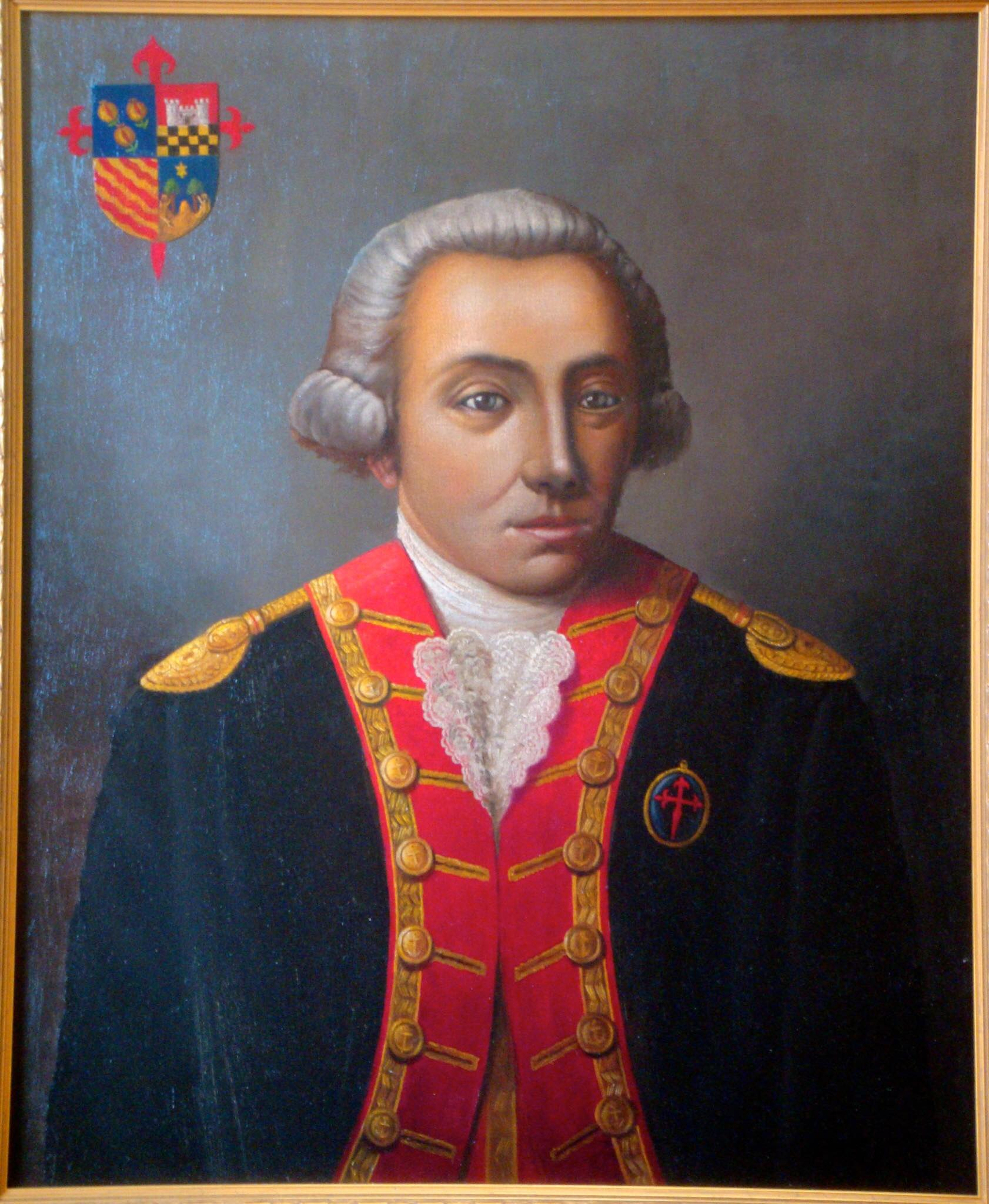
Martín Boneo y Villalonga, padre de Mariano Boneo

Fue hijo del capitán mallorquín Martín Boneo y Villalonga, funcionario español que entre otros cargos fue gobernador de Huancavelica e Intendente de Policía de Buenos Aires; y de Cipriana Viaña Pérez Dávila, patricia argentina que fundó la Sociedad de Beneficencia de Buenos Aires.
Pocos meses después de nacer Mariano Boneo, su padre partía a España, arribando a La Coruña el 13 de septiembre de 1804. De allí iría a Madrid, al Escorial, y finalmente a Palma de Mallorca, donde moriría el 6 de junio de 1805. Mariano Boneo Viaña no conocería entonces a su padre Martín Boneo y Villalonga, y sería criado por su viuda, Cipriana Viaña.

### Estadía en el Paraguay
Cuando Mariano Boneo contaba con trece años de edad, el 5 de noviembre de 1820, su primo Bernardo Jovellanos Viaña lo lleva consigo al Paraguay. Años más tarde su hijo Salvador Jovellanos sería el cuarto presidente de ese país.
La rivalidad entre Paraguay y la Confederación Argentina tendría como consecuencia que un grupo de porteños que se encontraban temporalmente en Asunción sean privados de su libertad por José Gaspar Rodríguez de Francia, dictador perpetuo del Paraguay. 
Entre ellos, fueron prisioneros del gobernante paraguayo durante veintidós años los argentinos José de Elizalde, Félix Marcó, Manuel Espora, Ramón de la Paz Rodríguez y Mariano Boneo.
Durante su estadía en el Paraguay Mariano Boneo ejerció el comercio, figurando en 1832 y 1833 comerciando en el partido de Caapacú, junto a Ángel Oscáriz, y el 28 de julio de 1841, junto a Juan Manue Álvarez y Félix Antonio de Espínola en la villa del Pilar.

El mismo Boneo relata en una libreta de apuntes su estadía obligada en Asunción del Paraguay:
Allí permanecí forzosamente por el dictador Francia, por espacio de 22 años, sufriendo toda clase de miserias y trabajos; y terminando mis padecimientos con tres años de prisión en la cárcel publica de aquella ciudad, desde 1837 hasta 1840, en que murió aquel funesto tirano. Mi prisión como la de todos los argentinos que estuvimos allí, solo fue por ser porteño. Así se nos hizo saber. Vivíamos en la cárcel a costa de nuestro trabajo personal, de cuyo trabajo conservó como recuerdo un poncho y una frazada.
Finalmente, luego de morir Francia el 20 de agosto de 1840, y habiendo asumido como presidente Francisco Solano López, el 16 de julio de 1841 se permite la salida del Paraguay del grupo de porteños retenidos como prisioneros. Mariano Boneo llega a Buenos Aires el 5 de octubre, meses después de que el 13 de marzo anterior haya muerto su madre, sin saber si su hijo vivía o había muerto

### Actuación en Buenos Aires
Una vez instalado en Buenos Aires, Mariano Boneo Viaña se dedicó también a la actividad mercantil, sumado a desempeñarse en la función pública. En 1855 lo encontramos con el cargo de escribiente en un juzgado, oficio con el cual figura en el censo de Buenos Aires de ese año. Tres años más tarde, en 1858, era ya propietario de la Librería Argentina, proyecto para el cual se asoció con el librero Joseph Alexandre Bernheim.
En esa misma década de 1850' Mariano Boneo tuvo sus primeros contactos con la función pública. Es así que por acuerdo del 28 de diciembre de 1858, el gobierno del Estado de Buenos Aires le encarga el cobro de la contribución directa atrasada correspondiente a los años 1852 a 1856 en las parroquias de Catedral al Norte, San Miguel, San Nicolás, Socorro y Pilar de la ciudad de Buenos Aires.
En la década siguiente, Boneo también se dedicó a administrar bienes y litigios relacionados con la Iglesia Católica. Es por ello que figura en el censo nacional de 1869 como habilitado del clero, e interviniendo, por ejemplo, en los trámites sucesorios del deán Felipe de Elortondo Palacios en 1867, entregando a sus albaceas 5.775 pesos moneda corriente. Asimismo, vuelve a desempeñarse como recaudador de censos por esos años, siendo nombrado tal el 5 de octubre de 1867, y gozando del 10 por ciento de lo recaudado, por acuerdo firmado por Valentín Alsina del 20 de noviembre de 1867.

### Cónsul del Paraguay

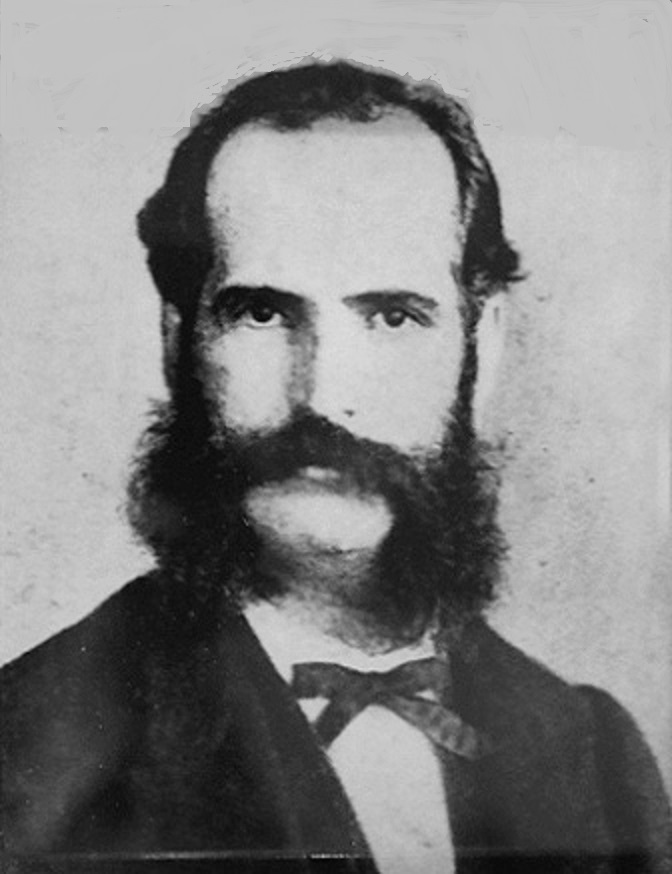
Salvador Jovellanos, presidente del Paraguay y sobrino de Mariano Boneo Viaña

El 25 de junio de 1872 el vicepresidente de la República del Paraguay en ejercicio del Poder Ejecutivo, Salvador Jovellanos, sobrino segundo de Boneo, emite un decreto que lo nombraba Cónsul de la República, en la República Argentina à D. Mariano Boneo con residencia en Buenos Aires. Junto a él, Segundo Machain era nombrado cónsul general.
El 5 de julio de 1873 Jovellanos decreta cesar a Segundo Machain en el desempeño del Consulado General de la República del Paraguay en Argentina, brindando a Boneo la responsabilidad de hacerse cargo bajo formal inventario del archivo, existencia y útiles del Consulado General.
Mariano Boneo se desempeñó durante dos años como cónsul del Paraguay, país en el que había vivido por veintidós años, en Argentina, su lugar de nacimiento y radicación, hasta que la muerte lo sorprendió el 9 de noviembre de 1873. Diversas cartas dan muestra de su trabajo diplomático, entre ellas la que le fue enviada por José del R. Miranda el 19 de agosto de 1873 desde Asunción, en relación con el secuestro de una niña.
Un año más tarde, su hijo Mariano Honorio Boneo Noguera le solicitó al Congreso Argentino una licencia de sus funciones públicas para poder aceptar el cargo de cónsul en reemplazo de su padre. Como el Congreso se encontraba en receso, Mariano Boneo hijo ejerció el cargo de cónsul por dos meses, desde su nombramiento el 16 de diciembre de 1873 por Jovellanos, a pesar de no contar con autorización legislativa. Ello tuvo como consecuencia que se lleve a debate la aprobación de su licencia. Sin embargo, finalmente ésta fue concedida.

## Matrimonio y descendencia

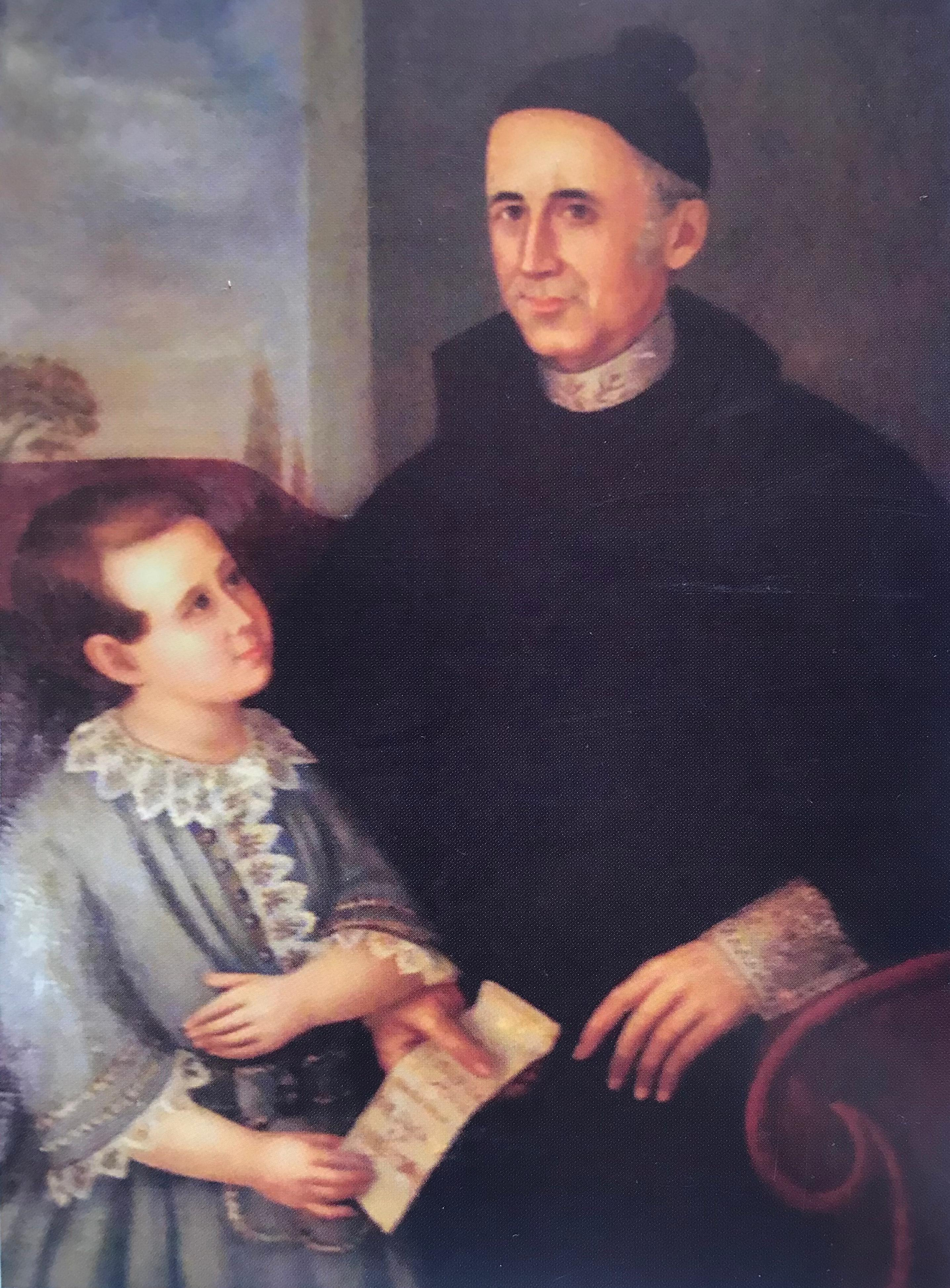
Martín Boneo Viaña y Juan Agustín Boneo Noguera, hermano e hijo de Mariano Boneo

Mariano Boneo Viaña contrajo matrimonio el 27 de noviembre de 1841 en la parroquia de San José de Flores de Buenos Aires, con dispensa en segundo con atingencia al 1° grado de consanguinidad (L°1 F°434), con su sobrina carnal María de la Paz Ildefonsa Noguera Boneo, hija de Juan Agustín de Noguera Arribillaga y Gerónima Boneo Viaña, hermana del novio. María de la Paz Noguera era hermana de Juan Agustín Noguera, fundador de General Alvear.
El matrimonio Boneo Noguera tuvo 7 hijos, nacidos entre 1842 y 1861: Mariano Honorio, Juan Agustín, María del Carmen, Martín José, Juan Antonio, Alejandro Severo, y María de las Mercedes Boneo Noguera. Entre los descendientes de Mariano Boneo, se destacan el siervo de Dios Luis María Etcheverry Boneo, el obispo Juan Agustín Boneo,  el jurista Rómulo Etcheverry Boneo, y Marta Torres de Dardanelli, dueña de la Residencia Dardanelli.